# Mount Ilicho
Mount Ilicho är ett berg i Guam (USA).   Det ligger i kommunen Umatac, i den sydvästra delen av Guam, 21 km söder om huvudstaden Hagåtña. Toppen på Mount Ilicho är 371 meter över havet.